# Castello di Oliveto
Il castello di Oliveto si trova a Castelfiorentino in provincia di Firenze.
È una costruzione rettangolare a mattoni con alte mura e quattro torrioni coronati da merlatura, con torrette campanarie e orologio. Fu costruito dalla famiglia fiorentina dei Pucci come casa di campagna nel XV secolo.
Vi si accede da un portone che immette in un recinto e da qui in un cortile interno con un loggiato a quattro arcate ed un bel pozzo di raccolta di acqua piovana. All'interno conserva mobili quattrocenteschi, armi trofei ed una collezione di ritratti eseguiti dal XVI al XVIII secolo.
Attualmente viene affittato per ricevimenti di varia natura.